# Nomada ruidosensis
Nomada ruidosensis är en biart som beskrevs av Cockerell 1903. Nomada ruidosensis ingår i släktet gökbin, och familjen långtungebin. Inga underarter finns listade i Catalogue of Life.